# Victor Adler
Victor Adler (Praga, 24 giugno 1852 – Vienna, 11 novembre 1918) è stato un politico austriaco.

## Biografia
Victor (talvolta italianizzato in Vittorio), figlio di un agiato commerciante ebreo, all'età di tre anni si trasferì con la famiglia a Leopoldstadt, uno dei quartieri centrali di Vienna, dove più tardi frequentò lo Schottengymnasium, il rinomato liceo cattolico annesso all'Abbazia di Nostra Signora degli Scozzesi e quindi l'università, dedicandosi agli studi di medicina. Già dagli anni del ginnasio aveva dimostrato interesse per le questioni del lavoro e per la dottrina socialista, legandosi in amicizia con Engelbert Pernerstorfer, di due anni più anziano di lui.
Caratterizzato da un'oratoria accesa, Victor ben presto divenne uno dei leader più in vista del Partito Socialdemocratico d'Austria, ricoprendo la carica di Presidente.
Nel 1886 fondò il giornale socialista Gleichheit, che venne soppresso nel 1889 e al quale succedette l'Arbeiter Zeitung, che lo ebbe direttore fino alla morte.
Con Kautsky preparò il programma del congresso socialista di Hainfeld (1888-1889) in cui si sosteneva l'unità dei movimenti socialisti delle diverse nazionalità dell'Impero asburgico.
Nel 1902 divenne deputato della dieta della Bassa Austria e nel 1905 all'Abgeordnetenhaus (Camera dei deputati).
Dopo la prima guerra mondiale, venne nominato ministro degli esteri della nuova Repubblica dell'Austria tedesca il 30 ottobre 1918, ma morì pochi giorni dopo, l'11 novembre.
Friedrich Adler, politico austriaco e uccisore del primo ministro austriaco Karl von Stürgkh, era suo figlio.